# Malaiische Wasserspitzmaus
Die Malaiische Wasserspitzmaus (Chimarrogale hantu) ist eine in Südostasien lebende Spitzmaus aus der Gattung Biberspitzmäuse. Über die vom Aussterben bedrohte Art ist sehr wenig bekannt.

## Merkmale
Die Malaiische Wasserspitzmaus ist mit einer Kopf-Rumpf-Länge von acht bis zwölf Zentimetern und einer Schwanzlänge von sechs bis zehn Zentimetern relativ groß. Das Gewicht beträgt etwa 30 Gramm.
Der an die Fortbewegung unter Wasser angepasste Körper ist stromlinienförmig, mit kurzen Beinen und einem, im Verhältnis zur Körpergröße, langen und braun behaarten Schwanz. Das dichte und wasserabweisende Fell ist am Rücken dunkelgrau, manchmal ins Bräunliche gehend gefärbt. Die Bauchseite ist hellgrau oder weiß. Die Malaiische Wasserspitzmaus hat eine lange Schnauze, winzige Augen und kaum sichtbare Ohren. Die Füße tragen einen Borstensaum, der die Funktion einer Schwimmhaut ausübt. Taucht die Malaiische Wasserspitzmaus, verschließen kleine Hautlappen die Ohröffnungen.

## Verbreitung
Diese Malaiische Wasserspitzmaus ist nur aus einem sehr kleinen Areal im tropischen Regenwald der malaiischen Halbinsel bekannt. Im Hulu Langat Forest Reserve, Distrikt Hulu Langat, Selangor, Malaysia, bewohnt sie kleine Fließgewässer und die Ufersäume von Flüssen.

Verbreitung auf der malaiischen Halbinsel

## Ökologie
Seit der Erstbeschreibung durch den britischen Zoologen und späteren Professor an der National University of Singapore, John Leonard Harrison, wurden kaum neue Erkenntnisse über die Ökologie der Malaiischen Wasserspitzmaus gewonnen. Danach lebt sie an klaren Fließgewässern und erbeutet Insekten, aquatische Insektenlarven, kleine Krebse und Garnelen sowie Fische unter Wasser. Die wenigen weiteren Veröffentlichungen behandeln vorrangig taxonomische Themen und wiederholen Harrisons Angaben. Lediglich Stone weist auf Vorkommen bis in 3300 Meter Höhe hin.

## Gefährdung und Schutz
Die Malaiische Wasserspitzmaus, die auf klares und sauberes Wasser angewiesen ist, leidet unter der Zerstörung ihrer Lebensräume durch Rodung, Sedimentation und Gewässerverschmutzung. Gelegentlich verfängt sie sich auch in Fischnetzen und Reusen.
Der IUCN-Aktionsplan für alle eurasischen Insektenfresser und Waldspitzmäuse, 1995 ins Leben gerufen, soll auch zum Erhalt der Malaiischen Wasserspitzmaus beitragen. Hierzu laufen Untersuchungen des Lebensraums im Hulu Langat Forest Reserve und im benachbarten Temegor Forest Reserve. Aufgrund der Lebensraumsituation wird die Malaiische Wasserspitzmaus in der Roten Liste der IUCN als „gering gefährdet“ eingestuft. Gleichzeitig verweist die Begründung jedoch auf das begrenzte Vorkommen in einem durch menschliches Vordringen, durch Abholzung und sich ausbreitende Landwirtschaft zunehmend bedrohten Lebensraum, so dass der Fortbestand dieser Art gefährdet ist.